# Felice Ambrogio Guerra Fezia

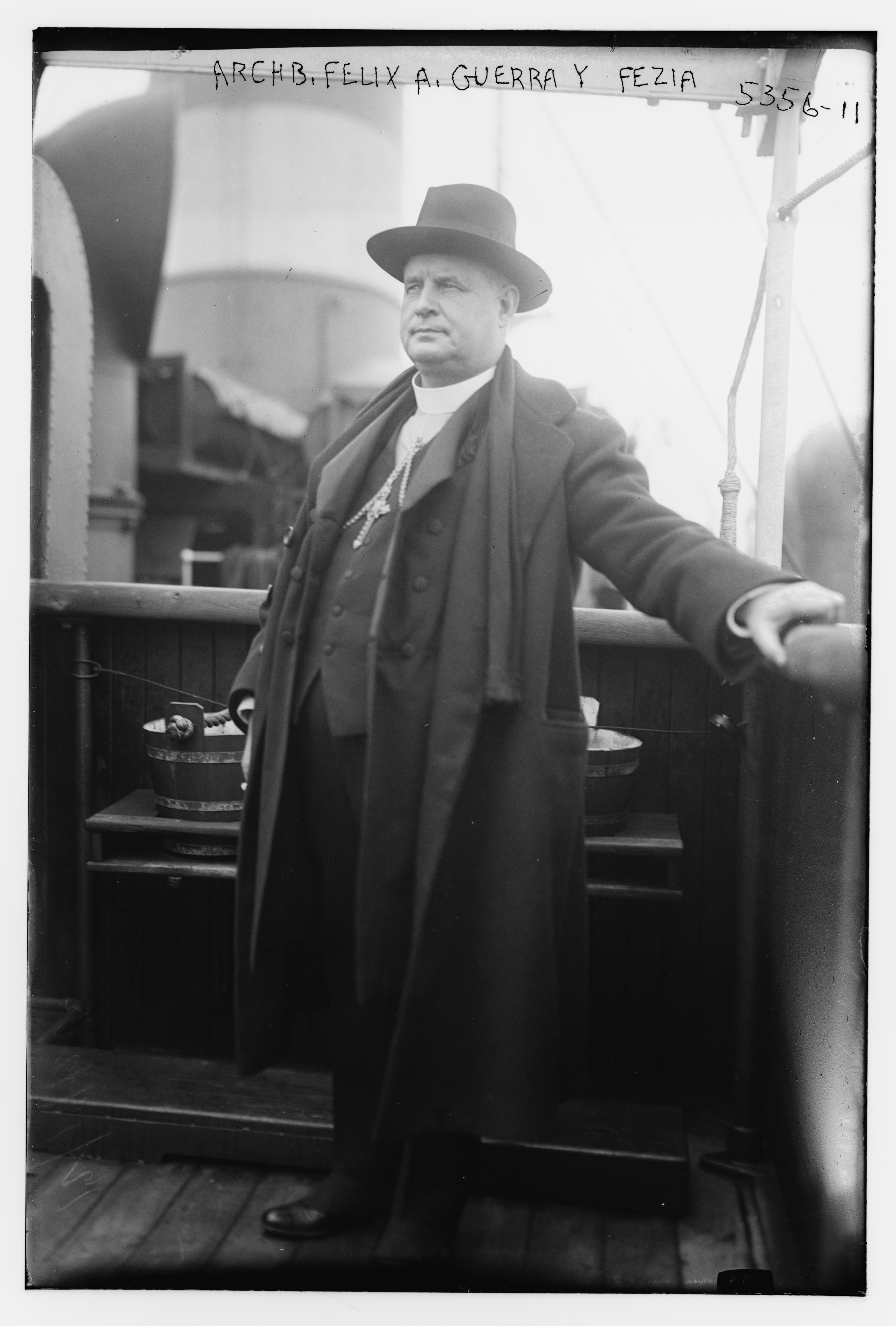

Felice Ambrogio Guerra Fezia SDB (* 7. Dezember 1866 in Volpedo; † 10. Januar 1957 in Gaeta) war ein italienischer Ordensgeistlicher, Missionar und römisch-katholischer Erzbischof.

## Leben
Er wurde am 7. Dezember 1866 in Volpedo als Sohn von Giovanni und Luigia Fezia geboren. 1880 trat Guerra Fezia für seine humanistische Ausbildung in das salesianische Kolleg von Lanzo Torinese ein. Seine rhetorische und philosophische Ausbildung erhielt er im Seminar von Tortona. 1886 ging er in das Noviziat der Salesianer Don Boscos in San Benigno und legte im Jahr darauf seine ersten Gelübde ab. Wenig später ging er mit einigen Kameraden in die Mission nach Uruguay und wurde dort ins Kolleg Pío de Villa Colón bei Montevideo entsandt.
Nach Abschluss seiner philosophisch-theologischen Studien empfing er am 25. März oder 2. April 1890 durch den Erzbischof von Buenos Aires, León Federico Aneiros, die Priesterweihe. Seine Primizmesse hielt er am 6. April in Montevideo.
Innerhalb der Ordensgemeinschaft wurde er zum Direktor des Kollegs für höhere Studien in Bahía Blanca und lehrte dort Dogmatik und Kirchenrecht. 1908 wurde ihm die Aufgabe des Auditors der apostolischen Delegation in Zentralamerika übertragen und er ging dazu nach Kuba.
Am 26. Mai 1915 wurde er von Papst Benedikt XV. zum Apostolischen Administrator von Santiago de Cuba, verbunden mit dem Titularbistum Hamatha, ernannt. Am 2. August desselben Jahres spendete ihm der Erzbischof von San Salvador, Antonio Adolfo Pérez y Aguilar, die Bischofsweihe; Mitkonsekratoren waren der Bischof von San Miguel, Juan Antonio Dueñas y Argumedo, und der Bischof von Santa Ana, Giacomo Richardo Vilanova y Meléndez.
Am 17. April 1916 ernannte ihn Papst Benedikt XV. zum Erzbischof von Santiago de Cuba. Die Amtseinführung fand am 18. Juni desselben Jahres statt.
Am 16. Dezember 1924 brach Guerra Fezia nach Rom auf. Papst Pius XI. nahm seinen Rücktritt am 16. Januar 1925 an und ernannte ihn gleichzeitig zum Titularerzbischof von Verissa.
Er blieb in Italien und starb dort im Salesianischen Institut von Gaeta.